# Gragnano Trebbiense
Gragnano Trebbiense é uma comuna italiana da região da Emília-Romanha, província de Piacenza, com cerca de 3.470 habitantes. Estende-se por uma área de 34 km², tendo uma densidade populacional de 102 hab/km². Faz fronteira com Agazzano, Borgonovo Val Tidone, Gazzola, Gossolengo, Piacenza, Rottofreno.

## Demografia
| Variação demográfica do município entre 1861 e 2011                               |
|                                                                                   |
| Fonte: Istituto Nazionale di Statistica (ISTAT) - Elaboração gráfica da Wikipedia |